# 시와정 (히로시마현)
시와정(志和町)은 히로시마현 가모군의 옛 정이다. 1974년 4월 20일 가모군의 4개 정(시와정 및 다카야정·사이조정·하치혼마쓰정)이 합병 및 승격하여 히가시히로시마시가 신설되고 폐지되었다.